# 科羅曼德海岸

Districts along the Coromandel Coast

科罗曼德尔海岸是印度半岛东南部海岸的名称。一般认为其名称来源于泰米尔语词汇Chola Mandalam现在科罗曼德尔海岸分别由泰米尔纳德邦、安得拉邦和本地治里中央直辖区管辖。

## 描述
科罗曼德尔海岸总体上地势低平，其间有几条河流的三角洲，